# He 219
A Heinkel He 219 (Uhu) egy a német Luftwaffe által a második világháborúban használt éjszakai vadászrepülőgép. A Birodalmi Légügyi Minisztérium hibás kiértékelésének esett áldozatul. A többcélú vadászrepülőgépnek tervezett típus nagy harcértékét soha nem használták ki teljesen, és a repülőgép megmaradt a nehéz fegyverzetű éjszakai vadászgép szerepkörében. Az Uhu azon kevés német harci gép közé tartozott, amelynek megvolt a lehetősége, hogy elfogja a brit Mosquitót.

## Technológiai újdonságai
A He 219-essel számtalan új technológiát vezettek be. Ez volt a Luftwaffe első, csapatszolgálatába került repülőgépe orrfutóval, amit néhány vezérkari tiszt - meglehetős tudatlansággal - felesleges amerikai találmánynak titulált. Egyben ez volt az egyik első harci gép, amelyet katapultüléssel szereltek fel, és valószínűleg az első, amelynek személyzete bevetés során rá is kényszerült a katapult használatára.

## Technikai adatok
- Kategória: kétfős éjszakai vadászrepülőgép
- Motor: 2db. 1900 LE-s (1395 kW) Daimler-Benz DB 603AA V12-es motor
- Max. sebesség: 615 km/h
- Csúcsmagasság: 9400 m
- Radar hatótáv: 2000 km
- Tömeg: üres: 11200 kg max. felszálló: 15300 kg
- Fegyverzet: két felfelé tüzelő, 30 mm-es MK 108 ágyú, két 30 mm-es MK 108 ágyú a szárnytőben, két MG 151/20 és MK 103 a törzsben lévő teknőben.